# Fusiacris spinata
Fusiacris spinata is een rechtvleugelig insect uit de familie Pyrgomorphidae. De wetenschappelijke naam van deze soort is voor het eerst geldig gepubliceerd in 1955 door Willemse.